# 성주 세종대왕자 태실
성주 세종대왕자 태실(星州 世宗大王子 胎室)은 대한민국 경상북도 성주군 월항면 인촌리에 있는 조선왕실의 태실이다. 2003년 3월 6일 대한민국의 사적 제444호로 지정되었다.
‘태실’은 왕실 자손의 출산 후 그 태를 봉안하는 장소이다. 예로부터 ‘태’는 태아의 생명력으로 여겨 함부로 버리지 않고 소중하게 다루며 전국의 명당에 태항아리를 안치하였는데, 그중 성주는 세종대왕 왕자의 태실을 보유, 규모나 가치 면에서 전국 최고를 자랑한다. 이처럼 세종대왕자태실은 명당 중의 명당으로, 생명 문화를 상징하며 성주 태교 여행지로 부상 중이다.

## 개요
세종대왕자태실은 성주군 월항면 선석산 아래 태봉(胎峰) 정상에 있으며, 세종의 적서(嫡庶) 18왕자와 세손 단종의 태실 등 19기가 군집을 이루고 있다. 태실은 왕실에 왕자나 공주 등이 태어났을 때 그 태를 넣어두던 곳을 말한다.
전체 19기중 14기는 조성당시의 모습을 유지하고 있으나 세조의 왕위찬탈에 반대한 다섯 왕자의 태실의 경우 방형의 연꽃잎이 새겨진 대석을 제외한 석물이 파괴되어 남아 있지 않으며, 세조 태실의 경우에는 즉위한 이후 특별히 귀부를 마련하여 가봉비(加封碑)를 태실비 앞에 세워두었다.
조선 세종 20년(1438)에서 24년(1442)사이에 조성된 것으로, 태봉은 당초 성주이씨의 중시조(中始祖) 이장경(李長庚)의 묘가 있었는데 왕실에서 이곳에 태실을 쓰면서 그의 묘를 옮기고 태를 안치하였다고 한다. 한편 1977년 태실에 대한 보수시 분청인화문대접·뚜껑, 평저호 및 지석(誌石) 등의 유물이 발견되었다.
세종대왕자태실은 조선초기 태실형태 연구에 귀중한 자료이며 우리나라에서 왕자태실이 완전하게 군집을 이룬 유일한 예라는 점, 그리고 고려에서 조선으로의 왕조교체와 함께 왕실 태실 조성방식의 변화 양상을 볼 수 있다는 점에서 중요한 유적으로 평가된다.

## 같이 보기
- 조선 세종

## 참고 자료
- 성주 세종대왕자 태실 - 국가유산청 국가유산포털